# Osteopilus pulchrilineatus
Osteopilus pulchrilineatus es una especie de anfibio de la familia Hylidae.
Habita en la República Dominicana y Haití.
Sus hábitats naturales incluyen bosques tropicales o subtropicales secos y a baja altitud, montanos secos, marismas de agua dulce, corrientes intermitentes de agua, tierra arable y tierras de irrigación. Está amenazada de extinción por la destrucción de su hábitat natural.